# 乌斯季基涅利斯基
乌斯季基涅利斯基（羅馬化：Ustʹ-Kinelʹskiy）是俄罗斯萨马拉州的市级镇，属州辖市基涅利市管辖。地处萨马拉中部，位于伏尔加河流域萨马拉河一支流大基涅利河右岸，靠近其与萨马拉河汇流处。在基涅利西北侧、州府萨马拉东偏北方。
该地2022年人口有11,341人；2010年人口9,988；2002年人口8,995；1989年人口7,257。